# Сантос, Франсиско
Франсиско Сантос Леал (исп. Francisco Santos Leal; род. 28 мая 1968 Вальядолид, Испания) — испанский математик, известен своим контрпримером к гипотезе Хирша в многогранной комбинаторике. За это открытие был награждён премией Фалкерсона. В 2013 году награждался премией Гумбольдта.

## Биография
Франсиско Сантос родился в Вальядолиде, Испания. Он получил степень лиценциата по математике в Университете Кантабрии в 1991 году, по окончании обучения в Университете Гренобль 1 вышел со степенью магистра чистой математик. Сантос вернулся для повторного посещения Университета Кантабрии, который он закончил, получив степень доктора наук по математическим сферам алгебрическая кривая, комбинаторной геометрии и триангуляции делоне. После докторантуры в Оксфордском университете он третий раз приезжает в Кантабрии только уже для работы преподавателем с 1997 года, а в 2008 году стал там профессором. С 2009 по 2013 годы Сантос был вице-деканом на факультете естественных наук в Университете Кантабрии.
Помимо своей премии Фалкерсона, которую ему выдали в 2015 году за контрпример для гипотезы Хирша, он был докладчиком на Международном конгрессе математиков в 2006 году.
Сантос занимает должность главного редактора электронного журнала комбинаторики.

## Награды
- Премия Фалкерсона (2015)
- Премия Гумбольдта (2013)

## Труды
- К. Эд, С. Франсиско. Обновление гипотезы Хирша. — 2010 ed. — Киев: DMV, 2010. — Т. 112. — С. 73—98. — doi:10.1365/13291-010-0001-8.
- С. Франсиско. Контрпример к гипотезе Хирша. — 2012 ed. — М.: Annals of Mathematics, 2012. — Т. 176. — doi:10.4007/2012.176.1.7.